# Camonea bifida
Camonea bifida là một loài thực vật có hoa trong họ Bìm bìm. Loài này được (Vahl) Raf. mô tả khoa học đầu tiên năm 1838.